# Harold Whitlock
Hector Harold Whitlock (Hendon, 16 dicembre 1903 – Wicklewood, 27 dicembre 1985) è stato un marciatore britannico, specializzato nella 50 km.

## Biografia
Ai Giochi della XI Olimpiade vinse l'oro nei 50 km di marcia ottenendo un tempo migliore dello svizzero Arthur Schwab (medaglia d'argento) e del lettone Adalberts Bubenko.

## Palmarès
| Anno | Manifestazione  | Sede    | Evento          | Risultato | Prestazione | Note            |
| ---- | --------------- | ------- | --------------- | --------- | ----------- | --------------- |
| 1936 | Giochi olimpici | Berlino | 50 km di marcia | Oro       | 4h30'41"4   | Record olimpico |